# 高取山 (厚木市)
高取山（たかとりやま）は、丹沢の東部に位置し、神奈川県厚木市、愛甲郡清川村の境にある標高522mの山。中津山地（仏果連山）の南端に位置する。
宮ケ瀬湖畔の同名の山（半原高取山）と区別するため、山麓の地名を取り荻野高取山と呼称される事もある。
山頂には地元出身の俳人、芹江と木村寿年がこの山に遊んだ時に詠んだ句を刻んだ「発句石」と呼ばれる石や石仏群などの史跡が点在する。山の南半分は採石場となっており、山容の変化が著しい。
山麓の登山口付近にはミツマタの大規模な群落が存在する。

## 付近の山
- 華厳山（602m）
- 経ヶ岳（663m）
- 辺室山（664m）

## 主な登山口
- 大平登山口